# رئيس الاتحاد الإفريقي
رئيس الاتحاد الأفريقي هو الرئيس الشرفي للاتحاد الإفريقي (AU) الذي يُنتخب من قِبَل مؤتمر الاتحاد الإفريقي لفترة ولاية مدتها عام واحد. وتدور هذه الرئاسة بين الأقاليم الخمسة في القارة.
يجب اختيار المرشح بالتوافق أو بأغلبية ثلثي أصوات الدول الأعضاء. ومن المتوقع أن يكمل الرئيس فترة ولايته دون انقطاع؛ وبالتالي فإن الدول التي تشهد انتخابات قريبة قد تكون غير مؤهلة. 
وقد فاز رئيس أنجولا جواو لورنسو بالمنصب في عام 2025 ليصبح الرئيس الحالي للاتحاد؛ بينما تطمح جمهورية الكونغو إلى المنصب في 2026.

## التاريخ
في عام 2002، تولى رئيس جنوب أفريقيا تابو مبيكي منصب الرئيس الافتتاحي للاتحاد الأفريقي. يتم تداول المنصب سنويًا بين المناطق الجغرافية الخمس في أفريقيا، وقد اتبع على مر السنين الترتيب التالي: شرق، شمال، جنوب، وسط، وغرب أفريقيا.
في يناير 2007، انتخبت الجمعية الرئيس الغاني جون كوفور بدلًا من الرئيس السوداني عمر البشير بسبب استمرار الصراع في دارفور. وقد صرّحت منظمة منظمة العفو الدولية أن انتخاب السودان سيُقوّض مصداقية الاتحاد الأفريقي، كما هددت تشاد بالانسحاب من عضوية الاتحاد. كما ضغطت الحكومات الغربية ضد السودان واقترحت تنزانيا كمرشح توافقي عن منطقة شرق أفريقيا. وبالتوافق، تم انتخاب غانا بدلًا من السودان، حيث كانت تحتفل بذكرى استقلالها الخمسين في ذلك العام.
```

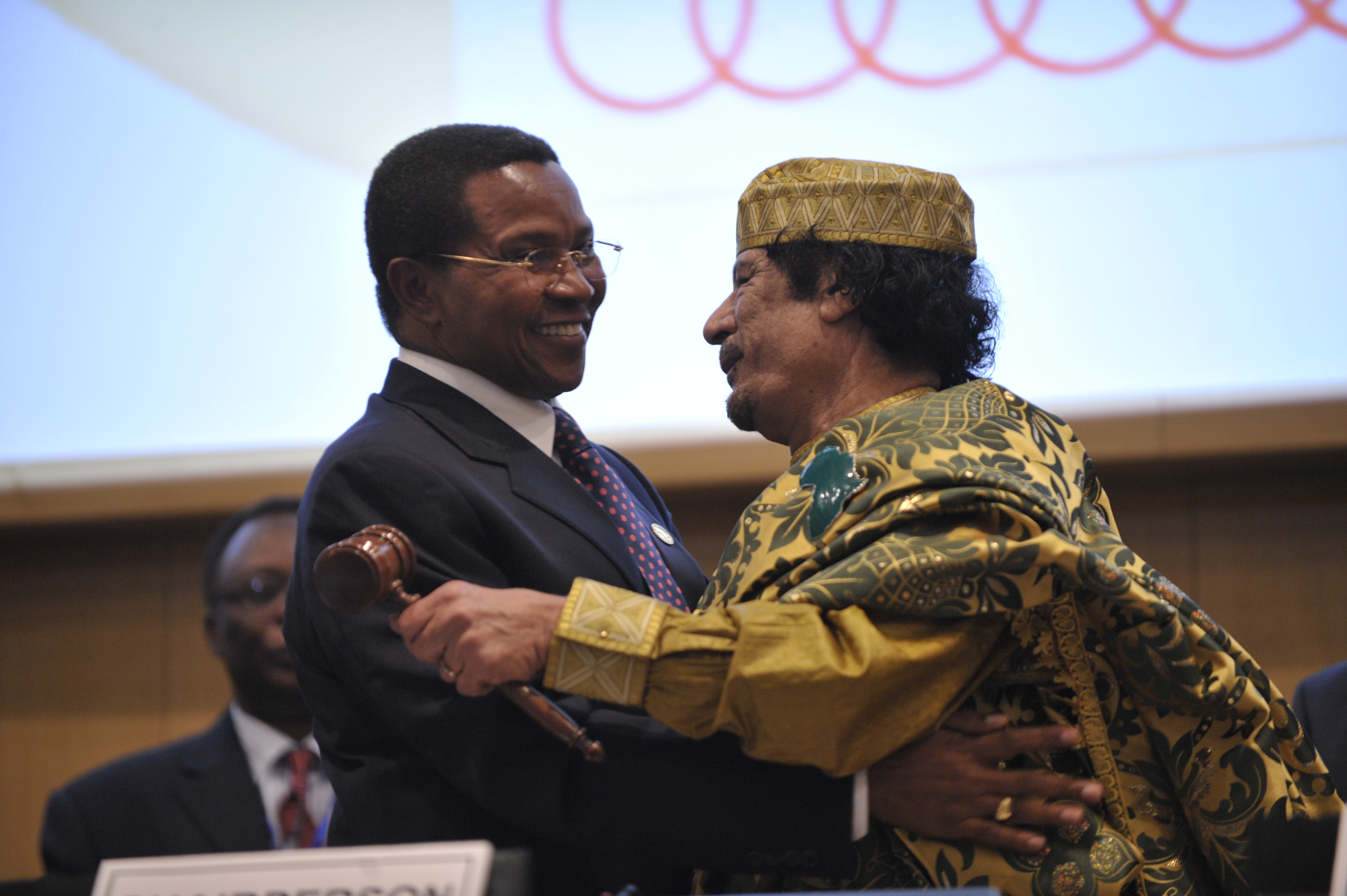
القذافي ممسكًا بالعصا الاحتفالية بعد تسلمه الرئاسة من التنزاني جاكايا كيكويتي.

في يناير 2010، حاول الزعيم الليبي 
معمر القذافي
 تمديد فترة رئاسته لمدة عام إضافي دون نجاح،
[
7
]
 حيث صرّح بأن هناك حاجة لمزيد من الوقت لتنفيذ رؤيته لـ 
الولايات المتحدة الأفريقية
، والتي كان من أبرز المؤيدين لها. في ذلك الوقت، كانت ليبيا واحدة من أكبر المساهمين الماليين في الاتحاد الأفريقي. وتم اختيار 
مالاوي
 بدلاً من ليبيا.
[
8
]
```

أثار انتخاب رئيس غينيا الاستوائية تيودورو أوبيانغ نغيما مباسوغو في يناير 2011 انتقادات من قبل نشطاء حقوق الإنسان، حيث رأوا أنه يقوّض التزام الاتحاد الأفريقي بالديمقراطية.
تولى رئيس جمهورية الكونغو دينيس ساسو نغيسو ورئيس زيمبابوي روبرت موغابي رئاسة كل من الاتحاد الأفريقي وسابقه منظمة الوحدة الأفريقية، وذلك خلال الفترات 1986-1988 و2006-2007، و1997-1998 و2015-2016 على التوالي.
في عام 2023، تنافست كل من كينيا وجزر القمر على المنصب. وقد شكر رئيس جزر القمر غزالي عثماني الرئيس الكيني ويليام روتو على انسحاب بلاده.
في عام 2024، أبدت كل من الجزائر والمغرب اهتمامهما بالمنصب. لكن تم انتخاب موريتانيا بدلاً منهما.

## الدور
```
يتولى الرئيس الحالي رئاسة اجتماعات القمة نصف السنوية للجمعية ويمثل القارة في مختلف المحافل الدولية، مثل قمم 
مجموعة السبع (G)
، 
ومؤتمر طوكيو الدولي للتنمية في أفريقيا (TICAD)
، 
ومنتدى التعاون الصيني الإفريقي (FOCAC)
، 
ومجموعة العشرين (G20)
.
```

كما يساعد أيضًا في حل الأزمات في القارة بصفته رجل دولة مخضرم. وقد تم اقتراح إنشاء مكاتب تنسيق لمنع الاحتكاك بين الرئيس الحالي ورئيس المفوضية في مقر الاتحاد في أديس أبابا.

## رؤساء الاتحاد الأفريقي
| #  | صورة | الرئيس               | بداية الفترة   | انتهاء الفترة  | الدولة                      | المنطقة        |
| -- | ---- | -------------------- | -------------- | -------------- | --------------------------- | -------------- |
| 1  |      | تابو إيمبيكي         | 9 يوليو 2002   | 10 يوليو 2003  | جنوب أفريقيا                | جنوب أفريقيا   |
| 2  |      | جواكيم شيسانو        | 10 يوليو 2003  | 6 يوليو 2004   | موزمبيق                     | جنوب أفريقيا   |
| 3  |      | أولوسيجون أوباسانجو  | 6 يوليو 2004   | 24 يناير 2006  | نيجيريا                     | غرب أفريقيا    |
| 4  |      | ديني ساسو نغيسو      | 24 يناير 2006  | 24 يناير 2007  | جمهورية الكونغو             | أفريقيا الوسطى |
| 5  |      | جون كوفور            | 30 يناير 2007  | 31 يناير 2008  | غانا                        | غرب أفريقيا    |
| 6  |      | جاكايا كيكويتي       | 31 يناير 2008  | 2 فبراير 2009  | تنزانيا                     | شرق أفريقيا    |
| 7  |      | معمر القذافي         | 2 فبراير 2009  | 31 يناير 2010  | ليبيا                       | شمال أفريقيا   |
| 8  |      | بينجو وا موثاريكا    | 31 يناير 2010  | 31 يناير 2011  | مالاوي                      | جنوب أفريقيا   |
| 9  |      | تيودورو أوبيانغ      | 31 يناير 2011  | 29 يناير 2012  | غينيا الإستوائية            | أفريقيا الوسطى |
| 10 |      | يايي بوني            | 29 يناير 2012  | 27 يناير 2013  | بنين                        | غرب أفريقيا    |
| 11 |      | هايله مريم ديساليغنه | 27 يناير 2013  | 30 يناير 2014  | إثيوبيا                     | شرق أفريقيا    |
| 12 |      | محمد ولد عبد العزيز  | 30 يناير 2014  | 30 يناير 2015  | موريتانيا                   | شمال أفريقيا   |
| 13 |      | روبرت موغابي         | 30 يناير 2015  | 30 يناير 2016  | زيمبابوي                    | جنوب أفريقيا   |
| 14 |      | إدريس ديبي إتنو      | 30 يناير 2016  | 30 يناير 2017  | تشاد                        | أفريقيا الوسطى |
| 15 |      | ألفا كوندي           | 30 يناير 2017  | 28 يناير 2018  | غينيا                       | غرب أفريقيا    |
| 16 |      | بول كاغامه           | 28 يناير 2018  | 11 فبراير 2019 | رواندا                      | شرق أفريقيا    |
| 17 |      | عبد الفتاح السيسي    | 11 فبراير 2019 | 10 فبراير 2020 | مصر                         | شمال أفريقيا   |
| 18 |      | سيريل رامافوزا       | 10 فبراير 2020 | 6 فبراير 2021  | جنوب أفريقيا                | جنوب أفريقيا   |
| 19 |      | فليكس تشيسكيدي       | 6 فبراير 2021  | 5 فبراير 2022  | جمهورية الكونغو الديمقراطية | وسط أفريقيا    |
| 20 |      | ماكي سال             | 5 فبراير 2022  | 18 فبراير 2023 | السنغال                     | غرب أفريقيا    |
| 21 |      | غزالي عثماني         | 18 فبراير 2023 | 17 فبراير 2024 | جزر القمر                   | شرق أفريقيا    |
| 22 |      | محمد ولد الغزواني    | 17 فبراير 2024 | 15 فبراير 2025 | موريتانيا                   | شمال أفريقيا   |
| 23 |      | جواو لورنسو          | 15 فبراير 2025 | الحالي         | أنغولا                      | جنوب أفريقيا   |

## المكتب
يساعد رئيس الاتحاد مكتبٌ يضم أربعة نواب للرئيس، من بينهم المقرر.
| الصورة | شاغل المنصب        | الدولة    | المنطقة      | اللقب                |
| ------ | ------------------ | --------- | ------------ | -------------------- |
|        | إيفاريست ندايشيميي | بوروندي   | وسط أفريقيا  | النائب الأول للرئيس  |
|        | جون ماهاما         | غانا      | غرب أفريقيا  | النائب الثاني للرئيس |
|        | سامية حسن          | تنزانيا   | شرق أفريقيا  | النائب الثالث للرئيس |
|        | محمد ولد الغزواني  | موريتانيا | شمال أفريقيا | المقرر               |